# Stefanie Sun
Stefanie Sun (en chino tradicional, 孫燕姿; en chino simplificado, 孙燕姿; pinyin, Sūn Yànzī) es una cantante nacida en Singapur en 1978, conocida en teochew como Sng Yì-che o Sng Ee Tze. Ha cantado en mandarín e inglés y alternado algunos dialectos chinos y su teochew nativo en sus canciones, se le conoce también por su nombre chino Sūn Yànzī.

## Biografía
Tiene una hermana mayor, Sng Yì-kiah (孙燕佳), y un hermano pequeño, Sng Yì-bī (孙燕美). 
Se educó en la St Margaret's Secondary School, Raffles Girls' School y el Saint Andrew's Junior College.  Después fue a la Nanyang Technological University, donde se licenció en márketing. Su profesor de música descubrió su talento como cantante. 

## Carrera musical
Aprovecha eventos importantes para promocionar su música y orbita entre China, Hong Kong, Malasia y Singapur.
Su primer disco salió en junio de 2000 Yan Zi (孙燕姿), de Warner Music. En diciembre de ese año saldría 我要的幸福, Mi deseada felicidad. Ambos obtuvieron un gran éxito. En enero de 2002 salió 自選集, Comienzo. 
En 2002 y 2003, cantó en el Festival Nacional de Singapur: We Will Get There (一起走到) (Llegaremos)y One United People (全心全意) (Gente unida), tema que se incluyó en su álbum Leave.
Se tomó un año sabático y regresó en 2004 con un disco homónimo Stefanie, año en el que aprovechó para embarcarse en su propia discográfica, Make Music. 
Sacó A Perfect Day en 2005, y en 2006 comenzó su gira por diversos países asiáticos. Ha cantado con  Mai Kuraki, MayDay (五月天) y F.I.R.

## Álbumes
| Año  | Título en chino o inglés       | Título en castellano |
| ---- | ------------------------------ | -------------------- |
| 2000 | 孫燕姿                         | Yan Zi               |
| 2000 | 我要的幸福                     | Mi deseada felicidad |
| 2001 | 風筝                           | Cometa               |
| 2002 | 自選集                         | Comienzo             |
| 2002 | Leave                          | Dejar                |
| 2002 | 半成年主張                     |                      |
| 2003 | 未完成                         | Continuará...        |
| 2003 | 這一刻                         | El momento           |
| 2003 | 七年級生                       | Nacer en los 80      |
| 2004 | Stefanie                       | Stefanie             |
| 2005 | 雙棲動物                       | Anfibios             |
| 2005 | 完美的一天                     | A Perfect Day        |
| 2006 | My story, Your song 經典全紀錄 | My story, Your song  |
| 2007 | 逆光                           | against the Light    |
| 2011 | 是時候                         | It's Time            |
| 2014 | 克卜勒                         | Kepler               |

## Galardones
Ha recibido numerosos premios en Singapur, en Taiwán, en China, Hong Kong y en los MTV Asia Awards).
| Año  | Premios |
| ---- | --- |
| 2000 | - TVB 8 Mandarin Music Awards (Hong Kong), Best Newcomer - Hong Kong's Radio Station, Most Promising Artist - Channel V Music Awards (Pekín), Best newcomer - Channel V Music Awards (Pekín), Song Of the Year - Singapore Hit Awards, Most Promising Artiste - Ming Sheng Bao Top 10 Stars, Most Promising Artiste - China Music Awards, Best Newcomer - China Music Awards, Best Female Vocal        |
| 2001 | - Golden Melody Awards (Taiwán), Best newcomer - MTV Chinese, Top 10 Most Popular Artist - Golden Melody Awards (Malasia), "Hong Ren" of the year (Gold) - Singapore Hit Awards, Best Local Artiste - Singapore Hit Awards, Best New Act (Gold) |
| 2002 | - Singapore Hit Awards, Most Popular Female Artiste - Singapore Hit Awards, Best-Selling Female Artiste - Singapore Hit Awards, Best Local Artiste |
| 2003 | - Singapore Hit Awards, Best Local Artiste - Singapore Hit Awards, Best Performing Regional Female Artiste |
| 2004 | - Singapore Hit Awards, Best Local Artiste |
| 2005 | - Golden Melody Awards (Taiwán), Best Female Mandarin Singer - MTV Video Music Awards Japan, Best buzz ASIA from Taiwan - MTV Asia Awards, Singapore Most Popular Singer - Singapore Hit Awards, Best Local Female Artiste - Singapore Hit Awards, Best Female Vocalist - Singapore Hit Awards, Best Performing Regional Female Artiste - Singapore Hit Awards, Y.E.S. 93.3FM Most Popular Song (同类) |